# Karel Svoboda (režisér)
Karel Svoboda (27. února 1912, Vídeň, Rakousko-Uhersko – 30. březen 1982, Praha, Československo) byl český divadelní režisér a divadelní a filmový herec.

## Život
Vystudoval herectví na Státní konzervatoři v Praze. K jeho spolužákům patřil např. Svatopluk Beneš. Po absolutoriu konzervatoře odešel hrát do Olomouce. Později jej angažoval Ota Ornest do Prahy do Městských divadel pražských . V letech 1950 – 1982 působil jako režisér v Městských divadlech pražských.

## Dílo

### Divadelní režie, výběr
- 1952 Alois Jirásek: Otec, Komorní divadlo
- 1954 Vladimír Majakovskij: Horká lázeň, Divadlo komedie
- 1956 Lope de Vega: Zázračný pramen madridský, Divadlo komedie
- 1957 Guy de Maupassant: Miláček, Divadlo komedie
- 1959 Jerzy Jurandot: Knock-out, Komorní divadlo
- 1961 Pavel Hanuš: Hašek a tajný Vinca, Divadlo komedie
- 1964 William Shakespeare: Benátský kupec, Divadlo komedie
- 1966 Curt Goetz: Naše drahá nebožka, Divadlo komedie
- 1967 Jeam Sarment: Prababička Mouretová, Divadlo ABC
- 1969 Francis Veber: Jak unést dámu, Divadlo komedie
- 1970 J. K. Tyl: Fidlovačka aneb Žádný hněv a žádná rvačka, Valdštejnská zahrada
- 1971 Bruno Frank: Bouře ve sklenici vody, Divadlo komedie
- 1973 Claude Magniere: Co je ti, Hermínko, Divadlo ABC

### Filmové role
- 1969 Případ pro začínajícího kata
- 1969 Slasti Otce vlasti
- 1968 Raport (televizní film)
- 1966 Dva tygři
- 1965 Nikdo se nebude smát
- 1959 Sny na neděli
- 1957 Poslušně hlásím
- 1956 Nevěra
- 1955 Rudá záře nad Kladnem
- 1952 Anna proletářka
- 1952 Únos
- 1949 DS - 70 nevyjíždí
- 1949 Revoluční rok 1848
- 1949 Veliká příležitost
- 1949 Žízeň
- 1948 Kariéra
- 1947 Alena
- 1947 Čapkovy povídky
- 1947 Siréna
- 1946 Průlom